# St. Kilian (Hallstadt)

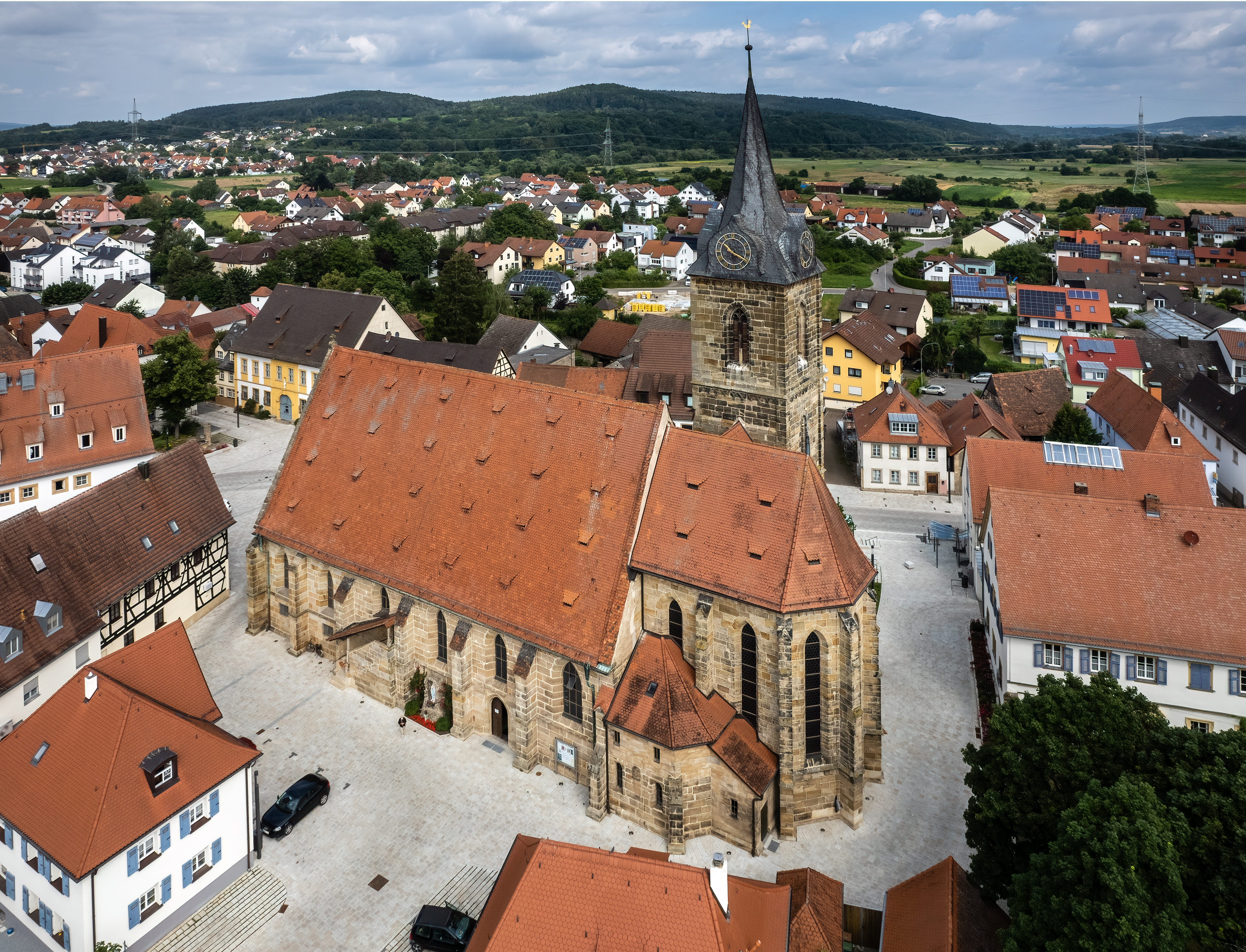
St. Kilian (Hallstadt)

Die römisch-katholische, denkmalgeschützte Pfarrkirche St. Kilian steht in Hallstadt, einer Stadt im oberfränkischen Landkreis Bamberg (Bayern). Eine Kirche bestand wohl schon im 8. Jahrhundert. Im Jahr 1013 wurde die Pfarrei St. Kilian erstmals erwähnt, als sie vom Bistum Würzburg in den Besitz des Hochstifts Bambergs überging. Die Pfarrei gehört zum Seelsorgebereich Main-Ilz im Dekanat Bamberg des Erzbistums Bamberg.

## Beschreibung

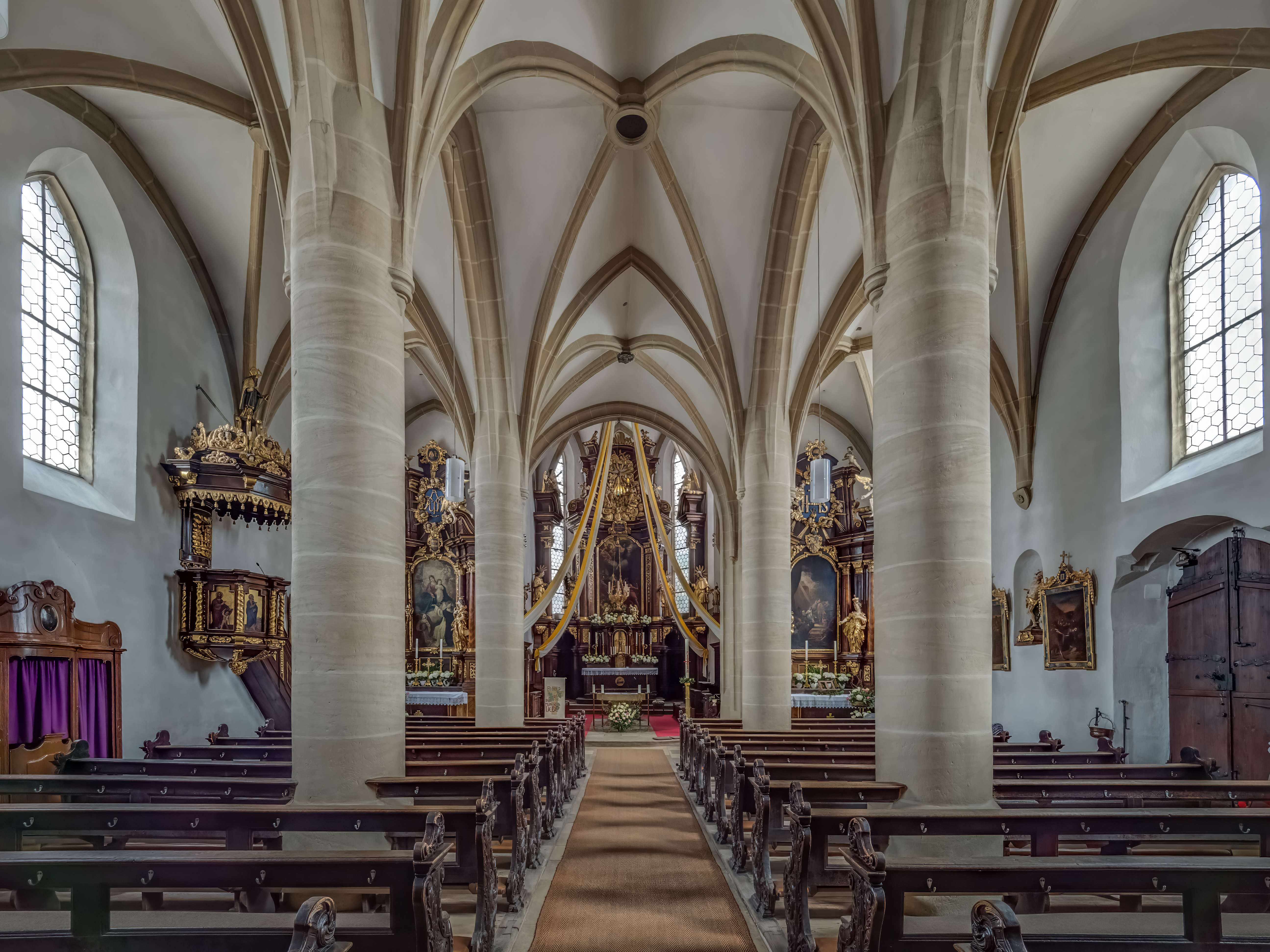
Langhaus mit Blick auf den Altar

Der Vorgängerbau wurde zwischen 1450 und 1478 durch die heutige dreischiffige Hallenkirche aus Quadermauerwerk mit einem kurzen, eingezogenen, mit einem Kreuzrippengewölbe überspannten Chor mit 5/8-Schluss im Osten ersetzt, deren Wände von Strebepfeilern gestützt werden. An die Nordwand des Chors schmiegt sich der viergeschossige Chorflankenturm, dessen schiefergedeckter, spitzer, achtseitiger Helm mit vier Dachgauben für die Zifferblätter der Turmuhr versehen ist. Das oberste Geschoss des Chorflankenturms beherbergt hinter den Klangarkaden den Glockenstuhl. Im Süden des Chors wurde im dritten Viertel des 15. Jahrhunderts die Sakristei angebaut, die innen mit einem Netzgewölbe überspannt ist. Das Langhaus, dessen Innenraum mit einem Kreuzgewölbe überspannt ist, wurde 1933 um zwei auf sechs Joche nach Planen von Ludwig Fuchsenberger nach Westen verlängert. Das Altarretabel des Hochaltars wurde von Johann Joseph Scheubel II. gestaltet. Es verdeckt das Sakramentshaus aus dem 15. Jahrhundert. Die Orgel mit 28 Registern, zwei Manualen und Pedal wurde 1982 von Horst Hoffmann errichtet.